# Plaisance (Gers)
Plaisance (gaskognisch: Plasença) ist eine französische Kleinstadt mit 1426 Einwohnern (Stand 1. Januar 2022) im Département Gers in der Region Okzitanien. Sie gehört zum Arrondissement Mirande und zum Kanton Pardiac-Rivière-Basse.

## Geografie
Plaisance liegt etwa 43 Kilometer westlich von Auch und 54 Kilometer südöstlich von Mont-de-Marsan am Fluss Arros, in den hier sein Zufluss Larté einmündet.

## Geschichte
Plaisance wurde auf den Fundamenten eines alten Dorfes von Graf Jean I. de Armagnac als Bastide gegründet.

## Bevölkerungsentwicklung
| Jahr                       | 1962 | 1968 | 1975 | 1982 | 1990 | 1999 | 2006 | 2012 | 2020 |
| Einwohner                  | 1490 | 1535 | 1576 | 1575 | 1657 | 1479 | 1468 | 1475 | 1416 |
| Quellen: Cassini und INSEE |      |      |      |      |      |      |      |      |      |

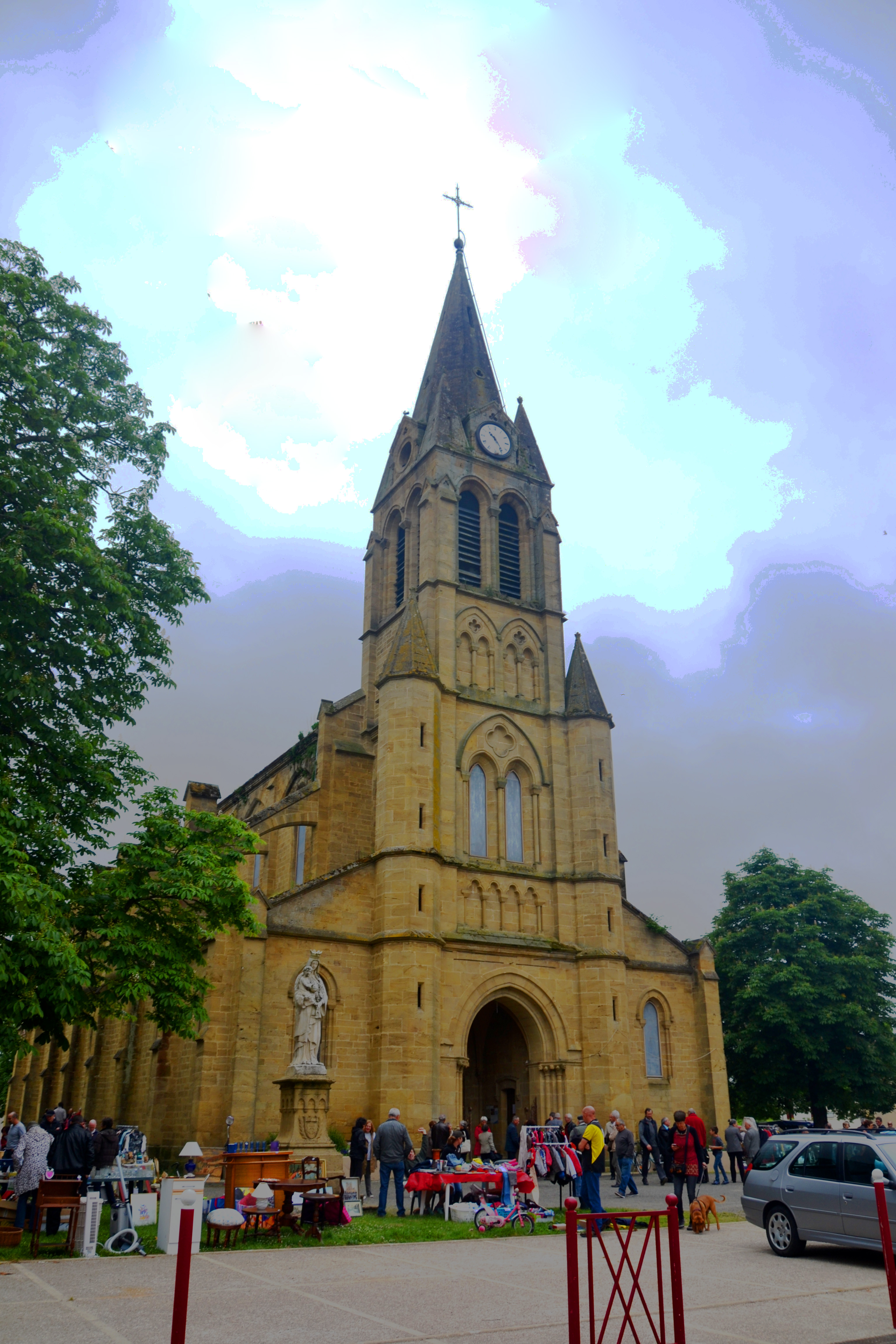
Kirche Notre-Dame
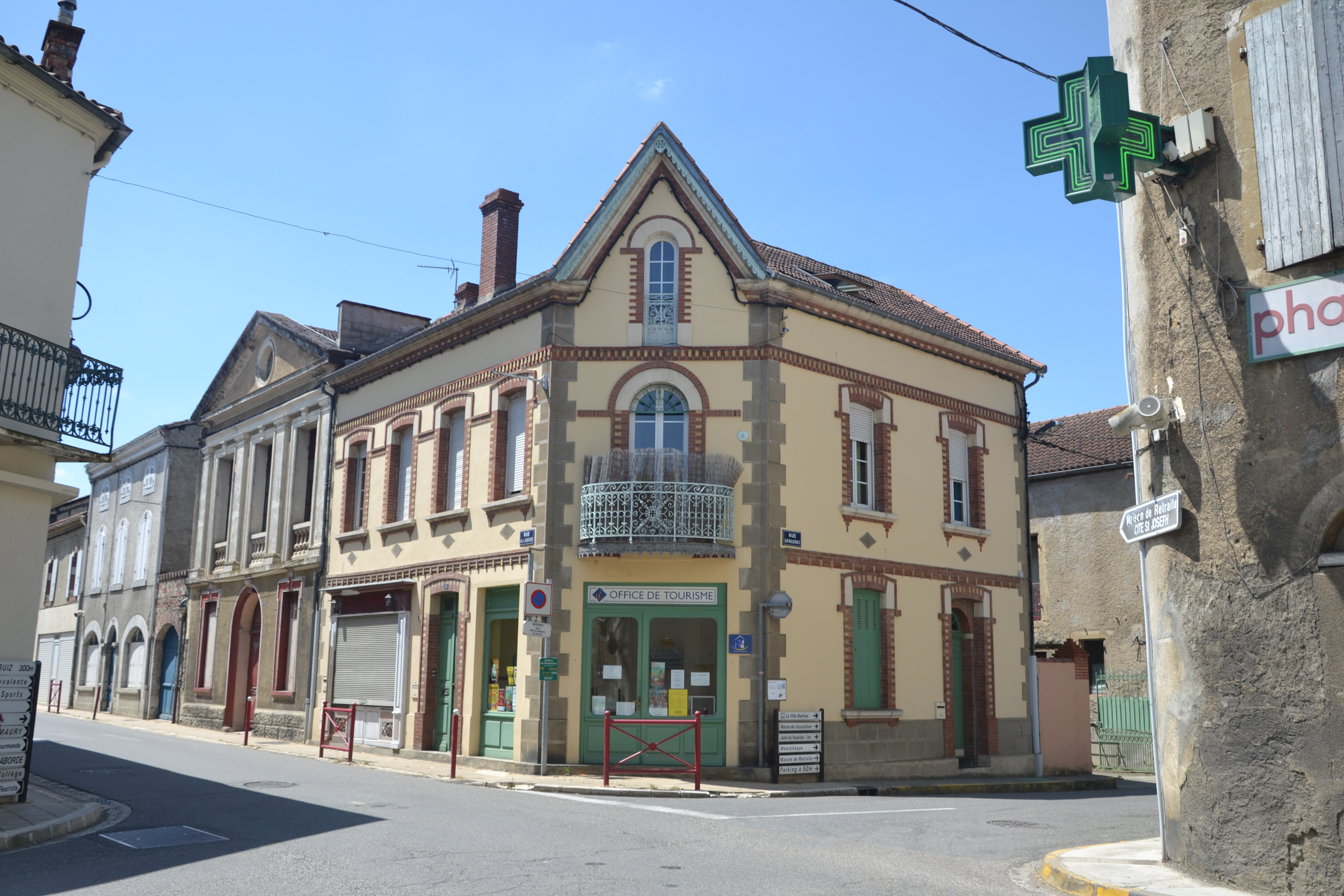
Tourismusbüro
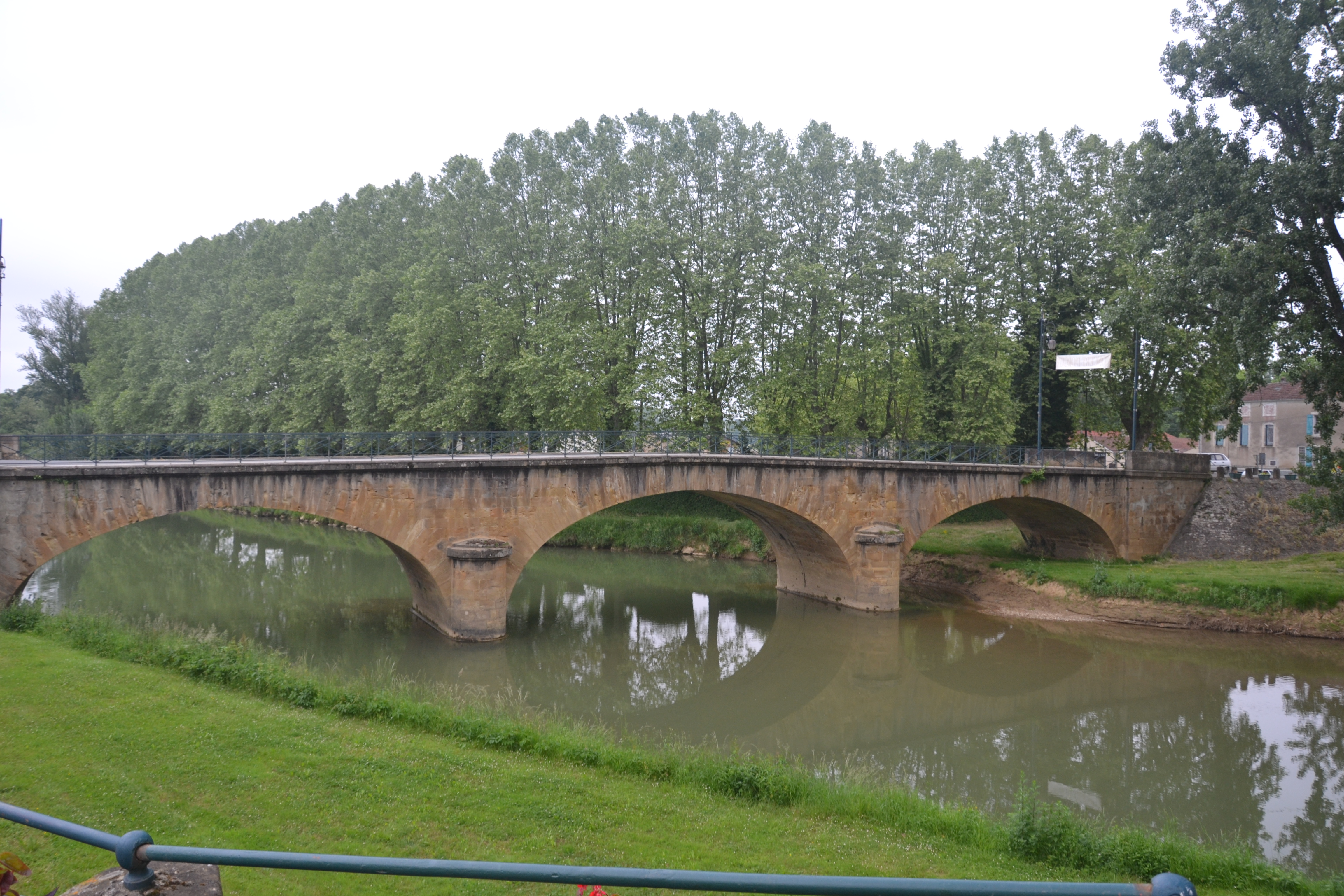
Brücke über den Arros
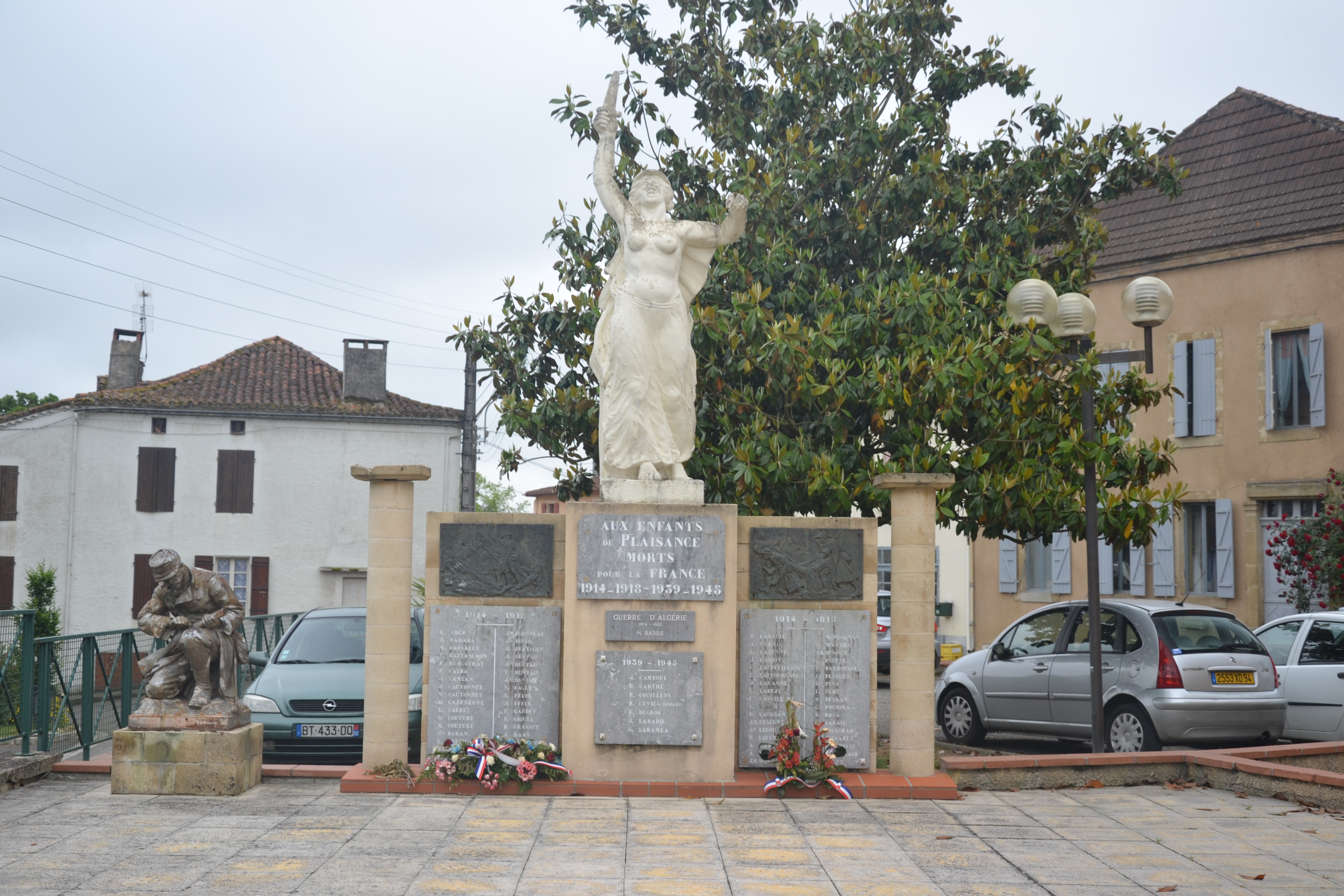
Gefallenendenkmal

## Persönlichkeiten
- Jean-Jacques de Laterrade (1758–1794), Rechtsanwalt, Politiker und General während der Französischen Revolution
- Jean-Pierre Bonnafont (1805–1891), Mediziner, Erfinder des Otoskop